# Яличка ялицева
Яличка ялицева (Abietinella abietina) — вид мохів порядку гіпнобрієвих (Hypnales).

## Поширення
Ареал охоплює такі частини світу: Європа, Африка, Північна Америка, Азія.
Населяє сухі оголені вапняні породи та ґрунт, пісок частково стабілізованих дюн, осипи біля основи скель, гумус у відкритих, хвойних лісах; від низьких до помірних висот.

## Характеристика

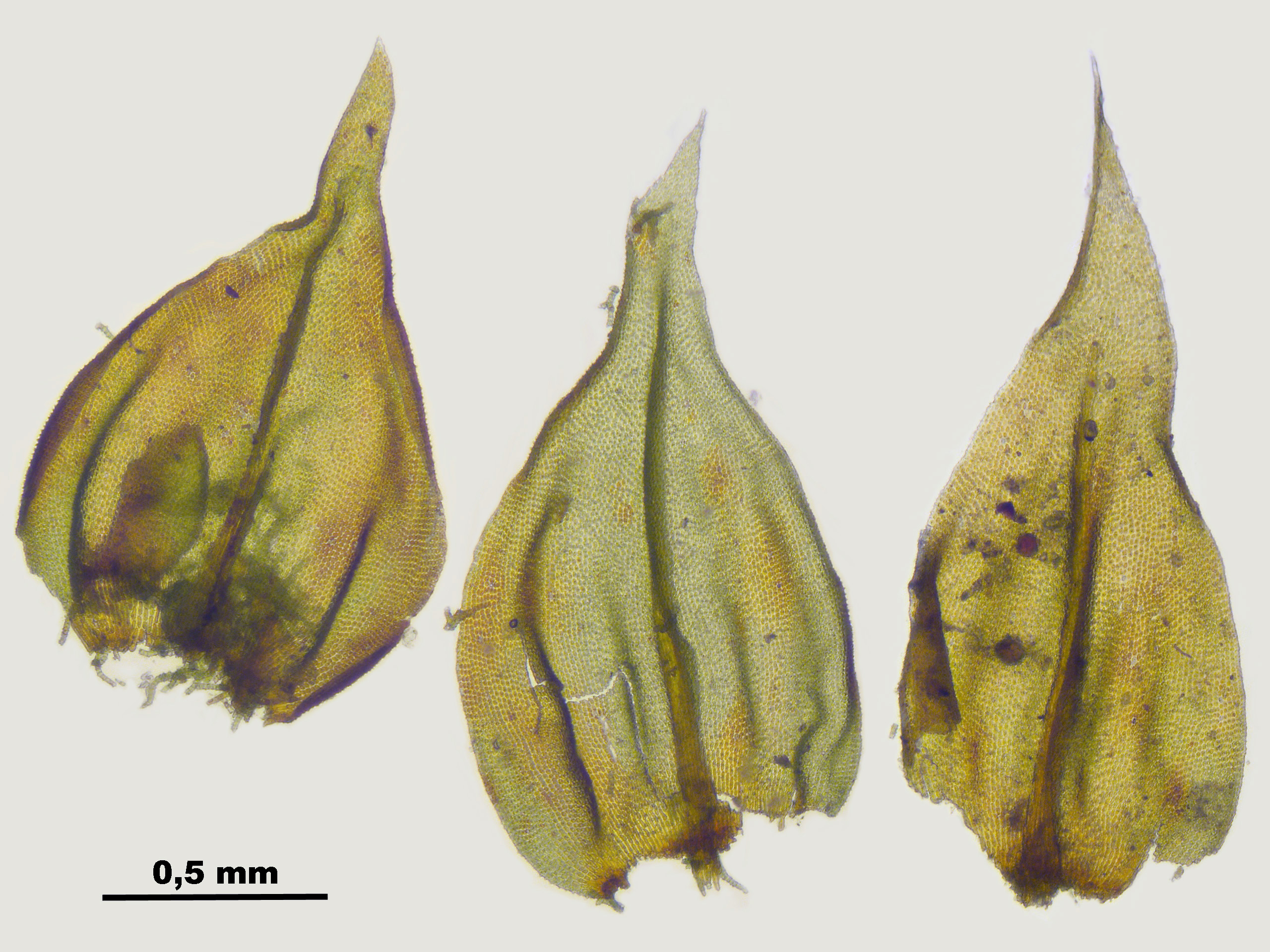

Рослини темно-зелені, жовтувато-бурі або темно-бурі, іноді з чорнуватим відтінком. Стебла до 12 см; гілки короткі, нерівні, звужені. Стеблові листки прямовисні, складчасті, 1.2–1.8 мм. Листя гілок розпростерті, 0.6–0.7 мм. Коробочкові ніжки 2–2.5 см. Коробочка жовто-коричнева, 2–3 мм. Спори 9–11 мкм, дрібнососочкові.